# Crotalaria colorata
Crotalaria colorata är en ärtväxtart som beskrevs av Schinz. Crotalaria colorata ingår i släktet sunnhampor, och familjen ärtväxter.

## Underarter
Arten delas in i följande underarter:
- C. c. colorata
- C. c. erecta